# 让·米歇尔·拉潘
让·米歇尔·拉潘（法語：Jean-Michel Lapin，法語發音：[ʒɑ̃ miʃɛl lapɛ̃]）是海地的一名医生及政治家，自2019年3月21日起担任海地临时总理，直至隔年離職都未能正式就任。

## 生平
他最早于1988至1989年间在公共卫生部任职，1989至2007年间担任海地国家图书馆主任。2007年2月开始在文化和通讯部长任职，2018年9月，他被委任为部长。
2019年3月21日，他替代讓·亨利·塞昂担任临时总理；4月9日，负责组建新政府，其政府于5月9日公布。